# Брвеник (тврђава)
Брвеник (стсл. Бꙋвѣникь, лат. Beruenich) је тврђава у Србији чији се остаци налазе 8 километара северно од Рашке, код истоименог насеља. Смештен је на једном од врхова (599 m) узвишења Градина, изнад ушћа реке Брвенице у Ибар. Није познато када је подигнут, а током средњег века био је трг и седиште Брвеничке жупе. Данас је од њега остало врло мало остатака, а читав његов простор је зарастао у густо растиње.

## Прошлост Брвеника
Не зна се када је подигнут, али се у његовој непосредној близини налазе манастири који потичу из преднемањићког доба, Стара Павлица и Ибарски Градац, као и цркве светог Николе у Баљевцу (крај XII или прва половина XIII века) и задужбина непознатог властелина, црква светог Николе у Шумнику (крај XIII или почетак XIV века). Испод самог утврђења налазе се остаци мале цркве посвећене светом Николи, која је почетком XX века имала очувано кубе и живопис у својој унутрашњости.
Први пут се у изворима јавља 1280. године, када се у њему помиње присуство которских и дубровачких трговаца. Они су у Брвенику имали своју колонију, у склопу које су подигли и цркву посвећену светом Трифуну, која се помиње у изворима 1346. године. Њихово присуство у вези је са близином Копаоничких рудника, пре свих Остраће и Копорића, а забележен је податак из 1355. године, када је један Которанин продао другом кућу у Брвенику за 110 перпера.
Град са жупом припадао је кнезу Војиславу Војиновићу, који га је јула 1363. године заменио са челником Мусом за Звечан са његовом жупом. Том приликом је цар Урош (1355—1371) издао повељу којом се озваничава ова размена и у њој су пописана села Брвеничке жупе, која је обухватала средњи ток Ибра и ток реке Брвенице. У то доба, кнез Војислав је био најмоћнији феудалац у Србији, који је овом разменом заокружио своју област, а сама размена је, у стратешком погледу, далеко била кориснија за њега.
Од тог доба, Брвеник постаје средиште области челника Мусе, ожењеног сестром Лазара Хребељановића (1371—1389), Драганом, а потом и његових синова, Стефана и Лазара Мусића. Они су заједно са мајком у близини тврђаве подигли своју задужбину Нову Павлицу. После Косовског боја 1389. године у коме су погинули, браћа Мусићи сахрањени су у њему, а у цркви је преноћило и тело кнеза Лазара током његовог преноса са Косова у Раваницу.
После 1389. године и Брвеник је највероватније ушао у састав области Вука Бранковића, а Османлије га заузимају 1455. године. Тврђава је 1476. године постала седиште кадилука у саставу Смедеревског санџака (од 1480. године Зворничког), а касније и седиште нахије.
Приказан је на аустријској карти 1690. године, у османским изворима се до почетка XIX века помиње као насељен, а до Првог балканског рата у њему се налазила погранична стража према Отоманској империји.

## Остаци тврђаве
Од некадашње тврђаве данас је остало врло мало надземних остатака, који су данас обрасли у високо растиње, а читав простор је покривен великом количином камења. На највишој тачци утврђења се налазила цитадела издужене елипсоидне основе, од које су остали само делови подзида на стени. Северно од ње, полазио је бедем који се спуштао ка кули кружне основе и са те стране, са које је прилаз утврђењу најлакши, налазио се суви шанац.
Утврђење се пружало јужно од цитаделе, ка ушћу Брвенице у Ибар, до нешто нижег врха (око 500 m нмв), на коме се налазила истурена кула, полукружног облика и са те стране се налазио стари пут којим се долазило до утврђења. На источној страни тврђаве налазио се лагум који је град повезивао са Ибром и вероватно је служио за снабдевање Брвеника водом, у случају опсаде.

## Галерија
- Поглед са Ибра, на узвишење на коме се налазе остаци тврђаве
- Општина Рашка — Брвеник
- Општина Рашка — Стари град Брвеник
- Општина Рашка — Брвеник
- Тврђава виђена са пута ка Рудну.
- Успон ка тврђави.
- Успон ка тврђави.
- Успон ка тврђави.
- Највиша тачка утврђења.
- Највиша тачка утврђења.
- Највиша тачка утврђења.
- Поглед са тврђаве на истоимено село.
- Поглед са тврђаве на истоимено село.
- Поглед са тврђаве на истоимено село.
- Поглед са тврђаве на истоимено село.
- Поглед са тврђаве на истоимено село.
- Остаци тврђаве.
- Остаци тврђаве.
- Остаци тврђаве.